# Kodeks 0209
Kodeks 0209 (Gregory-Aland no. 0209) – grecki kodeks uncjalny Nowego Testamentu pisany na pergaminie, paleograficznie datowany na VII wiek. Do naszych czasów zachowało się osiem kart kodeksu. Przechowywany jest w Ann Arbor. Jest palimpsestem, zarówno tekst dolny, jak i górny przekazują tekst biblijny. Fragment jest wykorzystywany w krytycznych wydaniach greckiego Nowego Testamentu. Do jego osobliwości tekstualnych należy umieszczanie końcowej doksologii Listu do Rzymian w rozdziale 14.

## Opis
Do dziś zachowało się osiem kart, z tekstem Listu do Rzymian (14,9-23; 16,25-27; 15,1-2), 2. Listu do Koryntian (1,1-15; 4,4-13; 6,11-7,2; 9,2-10,17) i 1. Listu Piotra 1,1-2,3. Oryginalne karty kodeksu miały rozmiar 27 na 19 cm. Tekst pisany jest dwiema kolumnami na stronę, w 29-32 linijkach w kolumnie. Jest palimpsestem, tekst górny pisany jest minuskułą, również przekazuje tekst Nowego Testamentu i na liście rękopisów Nowego Testamentu jest klasyfikowany jako lekcjonarz 1611.
Lekcjonarz 1611 zawiera wybrane teksty z Dziejów Apostolskich oraz Listów apostolskich do czytań liturgicznych, na 221 pergaminowych kartach. Tekst pisany jest dwoma kolumnami na stronę, w 46 linijkach w kolumnie.

## Tekst
Fragment reprezentuje mieszaną tradycję tekstualną. Kurt Aland zaklasyfikował go do kategorii III, co oznacza, że jest ważny dla poznania historii tekstu Nowego Testamentu.
Zakończenie Listu do Rzymian (Rz 16,25-27) zostało umieszczone za Rz 14,23. W tym samym miejscu umieszczają zakończenie rękopisy: Codex Angelicus, Athous Lavrensis, minuskuł 181, 326, 330, 451, 460, 614, 1241, 1877, 1881, 1984, 1985, 2492, 2495). W grupie tych rękopisów 0209 jest najstarszy. Bruce M. Metzger przytacza dwa wyjaśnienia dla tego wariantu. Według pierwszego wyjaśnienia umieszczenie zakończenia w tym właśnie miejscu powstało w wyniku skrócenia Listu do Rzymian przez Marcjona, bądź któregoś z jego następców. Według drugiego wyjaśnienia już Paweł polecił sporządzić List do Rzymian w dwóch wersjach, krótszej i dłuższej.
W 2 Koryntian 1,10 stosuje wariant τηλικουτου θανατου (takiego niebezpieczeństwa), w czym jest wspierany przez rękopisy: א, A, B, C, Dgr, Ggr, K, P, Ψ, 0121a, 0150, 0243, 33, 81, 88, 104, 181, 326, 330, 436, 451, 614, 1241, 1739, 1877, 1881, 1962, 1984, 1985, 2127, 2492, 2495, oraz rękopisy reprezentujące bizantyjską tradycję tekstualną. Inne rękopisy stosują liczbę mnogą (takich niebezpieczeństw). Wariant kodeksu jest uważany za poprawny przez krytyków tekstu.

## Historia
Kenneth W. Clark oszacował jego datę na VII, jednak z pewnym wahaniem. Rękopis datowany jest paleograficznie przez INTF na VII wiek . W XIV wieku został wykorzystany przy produkcji lekcjonarza i stał się dolnym tekstem palimpsestu. W 1919 roku został nabyty w Konstantynopolu przez ekspedycję naukową Uniwersytetu w Michigan.
Pierwszy opis rękopisu sporządził Kenneth W. Clark w 1937 roku. Dzięki temu rękopis stał się znany dla biblistów. Na listę rękopisów Nowego Testamentu wciągnął go Kurt Aland w 1953 roku (w grupie majuskułów), oznaczając go przy pomocy siglum 0209. Górny tekst palimpsestu Aland wciągnął na listę lekcjonarzy Nowego Testamentu oznaczając go przy pomocy siglum ℓ 1611. Transkrypcję tekstu 0209 oraz facsimile jednej jego strony opublikował w 1968 roku amerykański biblista Jacob Greenlee.
Fragment był badany przez włoskiego paleografa Orsiniego. Został zdigitalizowany przez CSNTM w 2008 roku.
Fragment cytowany jest we współczesnych krytycznych wydaniach greckiego tekstu. Cytuje go Novum Testamentum Graece Nestle-Alanda (NA26, NA27). Nie był cytowany w trzecim wydaniu greckiego Nowego Testamentu przygotowanego przez Zjednoczone Towarzystwa Biblijne (UBS3), był natomiast cytowany w czwartym wydaniu (UBS4). W 27. wydaniu Nestle-Alanda (NA27) traktowany jest jako świadek pierwszego rzędu cytowania.
Rękopis przechowywany jest w bibliotece Uniwersytetu w Michigan (Ms. 8, ff. 96, 106-112) w Ann Arbor .